# Bryconacidnus
Bryconacidnus är ett släkte av fiskar. Bryconacidnus ingår i familjen Characidae.
Kladogram enligt Catalogue of Life:
| Bryconacidnus | \| \| Bryconacidnus ellisi \| \| \| \| \| \| Bryconacidnus hemigrammus \| \| \| \| \| \| Bryconacidnus paipayensis \| \| \| \| |
|               | \| \| Bryconacidnus ellisi \| \| \| \| \| \| Bryconacidnus hemigrammus \| \| \| \| \| \| Bryconacidnus paipayensis \| \| \| \| |
|               | Bryconacidnus ellisi |
|               | |
|               | Bryconacidnus hemigrammus |
|               | |
|               | Bryconacidnus paipayensis |
|               | |